# Coudroy
Coudroy är en kommun i departementet Loiret i regionen Centre-Val de Loire strax norr Frankrikes mitt. Kommunen ligger i kantonen Lorris som tillhör arrondissementet Montargis. År 2022 hade Coudroy 299 invånare.

## Befolkningsutveckling
Antalet invånare i kommunen Coudroy
| Referens: INSEE |